# Frondarola
Frondarola is een plaats (frazione) in de Italiaanse gemeente Teramo.